# UTC+4
| Süd-Sommer-/Nord-NormalzeitSeegebiet | Nord-Sommer-/Süd-NormalzeitStandardzeit ganzjährig |

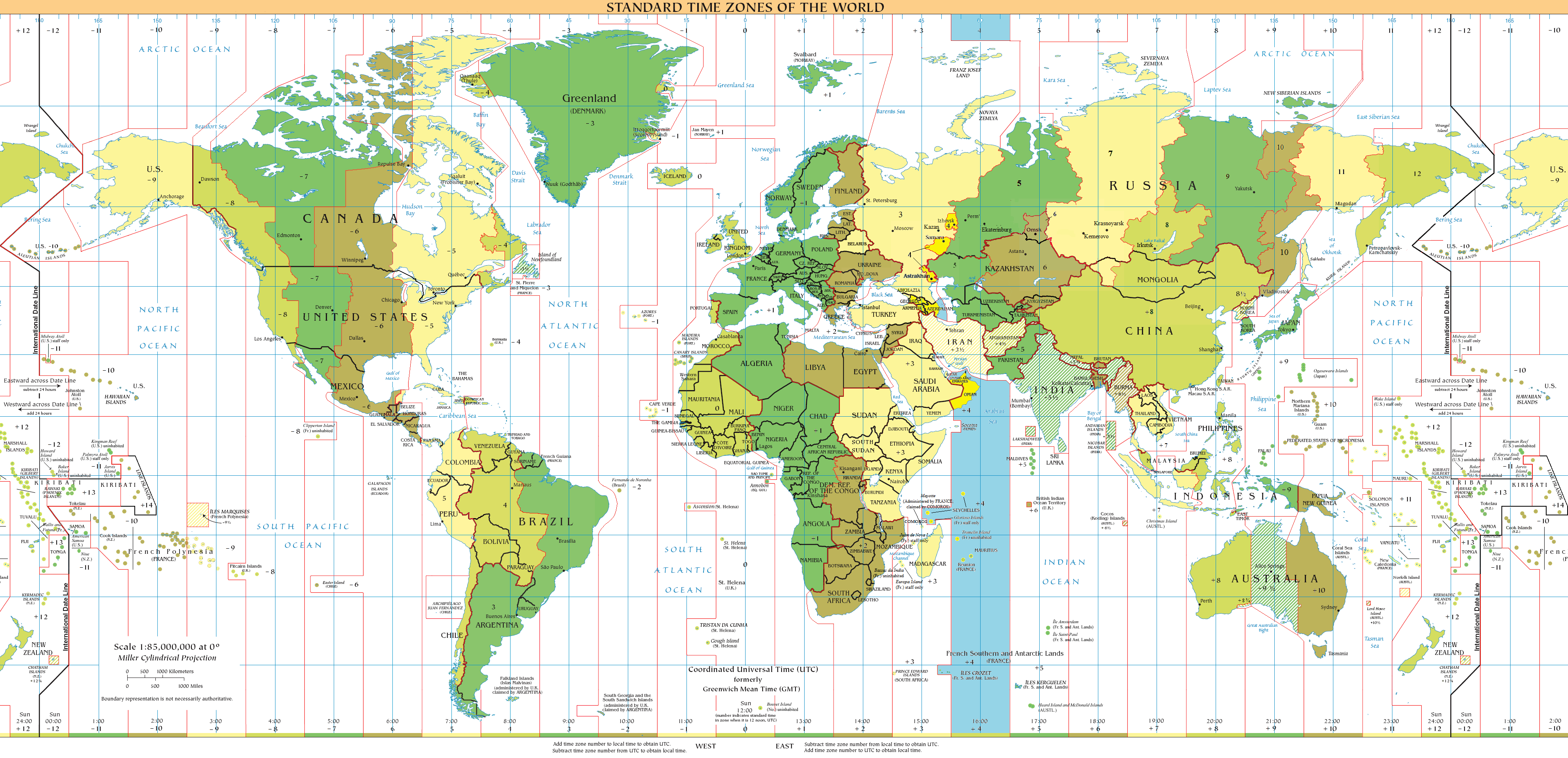
UTC+4:

UTC+4 ist eine Zonenzeit, die den Längenhalbkreis 60° Ost zum Bezugsmeridian hat. Auf Uhren mit dieser Zonenzeit ist es vier Stunden später als die koordinierte Weltzeit und drei Stunden später als die MEZ.
Die größte Stadt in dieser Zeitzone ist Dubai in den Vereinigten Arabischen Emiraten mit über drei Millionen Einwohnern.

## Geltungsbereich (ganzjährig)
- Armenien[1]
- Aserbaidschan[1]
- Georgien (ohne Abchasien und Südossetien)[1]
- Mauritius
- Oman[1]
- Réunion
- Russland
  -  Oblast Astrachan
  -  Oblast Samara
  -  Oblast Saratow
  -  Oblast Uljanowsk
  -  Republik Udmurtien
- Seychellen[1]
- Vereinigte Arabische Emirate[1]